# Frontallob

Animation. Frontallobens placering i ett kranium.

Frontallob, pannlob eller lobus frontalis är den främre delen av storhjärnans hjärnbark, på bilden i blått. I frontalloben finns motorbarken och prefrontalkortex.

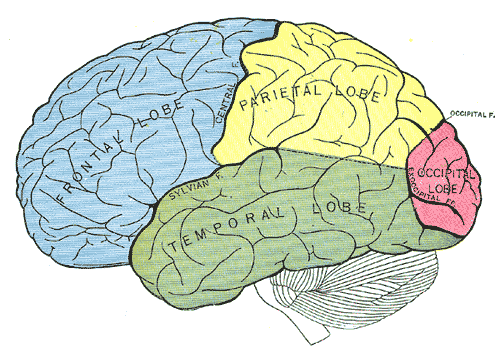
Människans hjärna

I pannlobens bark, den så kallade motorbarken, finns rörelsecentrum som kontrollerar alla[källa behövs] viljestyrda muskelrörelser. I hjärnbarken finns olika centra. Framför centralfåran ligger i båda hjärnhalvorna motoriska centra som reglerar skelettmuskler i den motsatta kroppshalvan. Bakom centralfåran finns på motsvarande sätt sensoriska centra, som tar emot impulser från sinnesceller som registrerar tryck, värme, smärta och beröring i olika delar av kroppen.
En stor del av associationscentret finns i frontalloberna. Tidigare behandlades vissa psykiskt sjuka patienter med frontallobotomi, vilket innebar att man förstörde en del av vävnaderna i de främre loberna. Personerna fungerade efter operationen fortfarande rent motoriskt och hjärnan mottog impulser från sensoriska neuroner, men operationen ledde till att patienterna blev loja och likgiltiga med svårigheter att organisera tillvaron både känslomässigt och tidsmässigt.
Den högra främre delen av pannloben reglerar känslor som irritation, ilska, rädsla, sorg eller depression.[källa behövs] Den högra delen av pannloben har också del i styrningen av vårt flykt- och kampsvar. Den vänstra motsvarande delen styr över känslor med positiv klang som entusiasm, intresse, nyfikenhet, glädje och lycka[källa behövs].
Pannloben styr även över dina rörelser, intelligens, resonemang, uppförande, minne och personlighet.

## Frontallobernas involvering i verbala förmågor.
I meta-analysen “Frontal Lobes and Language” (1989) så har Michael P. Alexander et. al. sammanställt generella teorier, akademiska och litterära studier samt observationer som understryker det faktum att frontalloberna har så kallade fyra “subsystems”; Motor, Cognitive, Activation och Formulation, i vardera hemisfären och att man efter skador vid deras befintliga områden märkt vilka enorma roller även dessa spelar i en människas verbala förmågor.
Slutsatserna de har kunnat dragit efter diverse studier och observationer av patienter med diverse verbala defekter såsom mutism är att den vänstra frontalloben och dess fyra subsystem hanterar: artikulation och språklig prosodi (Motor), grammatik och “wordfinding” (Cognitive), initiering av verbal kommunikation och själv-analyser av  verbala förmågor (Activation), berättande kapacitet, abstrakt verbal förmåga samt paralingvistiska funktioner (Formulation). Medan den högra frontalloben sköter: affektiv och pragmatisk prosodi (Motor), affektiv argumentation, “inferential capacity” och visualspatiala faktorer (Cognitive), initiering av affektiv kommunikation och själv-analyser av känsla (Activation), kritisk självutvärdering, uppmärksamhet / avsikt samt “suprasegmental contention structure” (Formulation). 
Även om dessa sammanställningar visar att den vänstra frontalloben dominerar de mer oralt verbala förmågorna så påpekar Alexander et. al. att det är viktigt att komma ihåg att dessa två hemisfärer korrelerar med varandra och att skador i den ena kan leda till en negativ påverkan i den andre.